# Блок (остров)
Блок (англ. Block Island) — остров на границе проливов Лонг-Айленд и Блок-Айленд. Остров находится к югу от побережья штата Род-Айленд, к которому административно принадлежит, и северо-восточнее острова Лонг-Айленд.

## История
В 1524 году Джованни да Вераццано предположительно первым из европейцев увидел остров, который назвал островом Луизы, в честь Луизы Савойской. В 1614 году Адриен Блок заново открыл остров, описав координаты. Позже остров в честь него и получил современное название. Первые английские поселения основаны в 1661 году, позже на острове возник городок Нью-Шорхэм, существующий до сих пор.
На острове существует два исторических памятника — Северный маяк и Юго-восточный маяк, с которых в ясную погоду можно увидеть сигналы маяка в Монтоке на востоке Лонг-Айленда.